# Maruleng
Maruleng (officieel Maruleng Local Municipality) is een gemeente in het Zuid-Afrikaanse district Mopani.
Maruleng ligt in de provincie Limpopo en telt 94.857 inwoners. Hoofdplaats van de gemeente is Hoedspruit.

## Hoofdplaatsen
Het nationaal instituut voor de statistiek, Stats SA, deelt sinds de census 2011 deze gemeente in in 34 zogenaamde hoofdplaatsen (main place):
Air Force Hoedspruit • Balloon • Bismark • Butchwana • Calais • Enable • Finale • Harmony • Hlohlokwe • Hoedspruit • Jerusalem • Kampersrus • Kanana • Khutsong • Loraine • Mabins • Madeira • Makgaung • Mamietja • Maruleng NU • Mathlomelong • Metz • Moetladimo • Molalane • Moshate • Sadawa • Sandton • Sefikeng • Shikwane • Sofaya • The Oaks • The Willows • Turkey • Worcester.